# Aardbeving Goch 2011
De aardbeving bij Goch op 8 september 2011 om 21.03 uur was een middelzware aardbeving in het grensgebied van Nederland en Duitsland. Het was een van de zwaarste aardbevingen die op dat moment in de laatste honderd jaar in Nederland en België waren waargenomen. Het bedroeg VI op de Schaal van Mercalli.

## Gebeurtenissen
Nadat aanvankelijk de Duitse plaats Xanten en het Nederlandse Ven-Zelderheide als epicentrum van de aardbeving genoemd werden, bleek later dat dit zich in de Duitse gemeente Goch, ten oosten van Gennep, bevond.
Het hypocentrum van de aardbeving lag onder Kessel, een dorp ten noordwesten van Goch. Volgens een Duits seismologisch instituut bevond het zich op een diepte van 10,1 kilometer. Het KNMI in de Bilt noemt een diepte van 7 kilometer. De kracht bedroeg 4,5 op de schaal van Richter en de beving was in een omtrek van ongeveer tweehonderd kilometer te voelen in grote delen van Duitsland, Nederland en België.
Bij de KNMI kwamen ongeveer vierduizend meldingen binnen van mensen die de schok gevoeld hadden. Deze kwamen vooral uit de provincies Gelderland, Limburg, Noord-Brabant en Utrecht. Volgens ooggetuigen trilde de grond gedurende tien tot vijftien seconden alsof er een buitenmatig zware vrachtwagen voorbij reed. De beving veroorzaakte echter geen noemenswaardige schade of slachtoffers. Ook werden er geen naschokken gemeten. De directe oorzaak van de aardbeving bleef onbekend, hoewel geologen al langer op de hoogte zijn van een breuklijn bij Goch.

## Schade
Tijdens de aardbeving meldden bewoners in de omgeving van het epicentrum schade aan gebouwen en infrastructuur, waaronder scheuren in huizen en wegen. Daarnaast vielen glazen om en vielen objecten uit kasten. In een interview met Omroep Gelderland vertelden Gerry en Henk Teunissen dat hun papegaai, Peter, zo geschrokken was van de beving dat hij in zijn kooi naar beneden viel.